# ويليام غيلفويل
ويليام غيلفويل (بالإنجليزية: William Guilfoyle)‏ هو عالم نبات أسترالي، ولد في 8 ديسمبر 1840 في لندن في المملكة المتحدة، وتوفي في 25 يونيو 1912 في ملبورن في أستراليا.